# Арнолд Шварценегер
Арнолд Алојз Шварценегер (Тал, 30. јул 1947) је аустријско-амерички бодибилдер, глумац и бивши политичар, који је био у служби као 38. гувернер Калифорније (2003—2011). Још као младић, Шварценегер је имао успешну каријеру као бодибилдер. Касније је стекао светску славу и постао холивудска икона акционих филмова. Током бодибилдерских дана зарадио је разне надимке као што су: Аустријски храст и Штајерски храст, а током филмске каријере звалу су га Арнолд Стронг и Арни, а однедавно добио је надимак Гувернатор (надимак настао од речи гувернер и терминатор).
По политичком опредељењу је републиканац, а први пут је изабран 7. октобра 2003. године да замени тадашњег гувернера Греја Дејвиса, који је био опозван са гувернерског места на тим изборима. Заклетву је положио 17. новембра исте године да би одслужио остатак Дејвисовог мандата. Касније 7. новембра 2006. године, победио је демократу Фила Ангелидеса на изборима и изабран је да служи пуни мандат као гувернер Калифорније. Заклетву за други мандат је положио 5. јануара 2007. године. Маја 2004. и 2007. године сврстан је од Тајм магазина међу 100 људи који су „обликовали свет“.

## Младост
Шварценегер је рођен 30. јула 1947. године у малом месту Тал близу Граца, а крштен је као Арнолд Алојс Шварценегер.
Његови родитељи су били Густав Шварценегер (1907–1972), локални полицајац и Аурелија Шварценегер (1922–1998). Густав и Аурелија (која је била удовица и имала једног сина) су се венчали 20. октобра 1945. године. Како каже Шварценегер, његови родитељи су били веома строги. Осврнуо се назад на детињство и присећа се:“ако би урадили нешто лоше или били непослушни, шиба није штеђена“. Одрастао је у римокатоличкој породици која је редовно сваке недеље посећивала цркву.

Његов отац Густав је потписао чланство за нацистичку партију и СА након аншлуса.
Током његовог потписивања Аустрија још није била припојена Немачкој. Ипак, након завршетка рата Густаву је дозвољено да ради као полицајац, јер није починио ниједан ратни злочин.
Густав је подржавао више старијег сина Мајнхарда, него Арнолда. Имао је неосновано уверење да Арнолд није његов син. Шварценегер је рекао да његов отац није имао стрпљења да слуша његове проблеме, „био је зид, прави зид“.
Шварценегер је имао добре односе са мајком које је одржавао све до њене смрти. Шварценегер је захтевао од Центра „Симон Визентал“ да истражи очеву прошлост током Другог светског рата, али они нису нашли никакав доказ о умешаности у ратне злочине. Новац је био највећи проблем у кући Шварценегерових, а Арнолд се сећа да је један од срећнијих тренутака био када је породица купила фрижидер.
Као дечак Шварценегер је на снажни подстицај свог оца тренирао много спортова. Године 1960, први пут се сусрео са теговима када је његов фудбалски тим, тренер одвео у фитнес центар. Након тога са 14 година одлучио је да напусти фудбал и почне да се бави боди билдингом.
Када су га питали да ли је тачно да је са 13 година почео да диже тегове, он је одговорио: „У ствари ја сам са дизањем тегова почео у петнаестој години, али сам учествовао у другим спортовима као што су фудбал, ипак иако сам био витак, мислио сам да могу да кренем са фитнесом и идем на такмичења“. Ипак у биографији на његовој званичној веб презентацији пише да је са фитнесом почео код тренера Курта Марнула са 14 година. Годину дана касније студирао је психологију да би лакше разумео моћ ума над телом. Званично са 17 година почиње да иде на такмичења.
Током говора 2001. године рекао је: „Моја властита жеља је формирана када сам имао 14 година. Мој отац је хтео да будем полицајац као што је он био, а мајка је хтела да завршим трговачку школу“. Шварценегер је почео да посећује фитнес центар у Грацу, где је често посећивао биоскопе да види своје боди билдинг узоре као што су: Реџ Парк, Стив Ривс и Џони Вајсмилер. Како је једном рекао: „Био сам инспирисан личностима као што су: Реџ Паркер и Стив Ривс“. Када је Ривс преминуо 2000. године, Шварценегер је рекао: „Као тинејџер одрастао сам уз Стива Ривса. Његова невероватна достигнућа су ми давала снаге да наставим иако други око мене нису разумели моје снове. Стив Ривс је био део свега што сам хтео да постигнем“.
Године 1961, упознао је Курта Марнула који га је позвао да тренира у његовом фитнес центру у Грацу. Шварценегер је био толико посвећен вежбању, да је одлазио у фитнес, чак и викендом када је фитнес центар био затворен. „Разболео бих се ако бих пропустио једно вежбање. Знао сам да нећу моћи себе погледати у огледало следећег јутра ако то не одрадим“. Када су га питали о првом филму који је погледао, одговорио је: „ Био сам веома млад, али се ипак сећам да ме је отац одвео у биоскоп где сам доживео нова искуства. Мој први филм који сам погледао, а кога се добро сећам је био један филм Џона Вејна“.
Године 1971, Шварценегеров брат Мајнхард је настрадао у саобраћајној несрећи. Мајнхард је возио у алкохолисаном стању и од задобијених повреда одмах је преминуо. Шварценегер није присуствовао његовој сахрани. У то време требало је да се ожени са Ериком Кнап са којом је имао трогодишњег сина Патрика. Његов отац је умро следеће године, а он није присуствовао сахрани. Као разлог његовог одсуства наводи да је морао да се усредсреди за предстојеће такмичење за Мистера Олимпије. Барбара Бејкер, Арнолдова тадашња девојка је рекла: „Вест о смрти свог оца је примио без икакве емоције, а о свом брату никада није ни говорио“. До сада постоје чак три верзије зашто није присуствовао сахрани свог оца.
У интервјуу за Fortune Magazine 2004. године, Шварценегер је изјавио да је често био малтретиран од стране свог оца: „Косу ми је вукао, а тукао ме је каишом“. Тако је то било у многим породицама у тадашњој Аустрији и Немачкој. Сваки пут када би добио ударац и када би неко рекао да не смем да то радим, говорио сам себи: „ово неће дуго трајати јер ћу се одселити одавде и постати неко. Бићу богат и постаћу неко“.

### Рана адолесценција
Године 1965, Шварценегер је војни рок у трајању од једне године служио у аустријској војсци. Исте године на такмичењу за Мистера Европе за јуниоре осваја прво место. Током војног рока дезертирао је да би могао да учествује на овом такмичењу, касније је провео недељу дана у војном затвору. „Учествовање на овом такмичењу је било веома важно за мене, тако да нисам мислио на последице. Када сам дошао у Штутгарт, био сам збуњен. Заборавио сам своје покрете за позирање тако да сам их позајмљивао од других, ипак на крају сам победио“. Иако јавност мисли тако, то није било његово прво такмичење. Први пут се такмичио у Грацу на једном мањем такмичењу, где је завршио као другопласирани.
Свој први лет авионом је имао 1966. године када је ишао на такмичење за NABBA Mr. Universe, које се одржавало у Лондону. На овом такмичењу је завршио као други иза Американца Честера Јортона. Своју прву титулу Мистер Универзума осваја 1967. године, а то га уједно чини најмлађим бодибилдером који је освојио ову награду, имао је само 20 година. На следећа три такмичења за професионалце осваја прво место. Касније се сели у Минхен где је тренирао од четири до шест сати дневно и где је похађао пословну школу. „Мистер Универзум је била моја прилика да будем звезда и постанем богат“.

### Одлазак у САД
Шварценегер се преселио у САД септембра 1968. године и говорио је веома лоше енглески језик. „Када сам дошао у САД, говорио сам веома лоше енглески језик са јаким нагласком, што је била велика препрека за моју жељу да постанем глумац“. Тамо је тренирао у Gold's Gym (Санта Моника), где му је тренер био Џо Вајдер.
Између 1970. и 1974. године један од његових партнера за тренинг је био Ric Drasin, бодибилдер и професионални рвач. Постао је добар пријатељ и са професионалним рвачем „Суперстаром“ Билијем Грејамом. Године 1970. када је имао 23 године при пут осваја Мистер Олимпија у Њујорку, да би касније освојио још шест ових титула.
Године 1969, срео је Барбару Аутланд Бејкер, учитељицу са којом је био у вези до 1974. године. Шварценегер је о њој говорио у својим мемоарима из 1977. године: „Била је веома стабилна особа, која је желела обичан живот“. Барбара је њега описала као „шаљиву, харизматичну, авантуристичку и спортску особу“. Барбара тврди како је он на крају њихове везе „постао неподношљив, мислећи да се свет врти око њега“.
Барбара Бејкер је 2006. године објавила своје мемоаре који су се звали: „Арнолд и ја: У сенци аустријског храста“.
Шварценегер је Барбару Бејкер упознао шест до осам месеци након свога доласка у САД. Живели су заједно у апартману у Санта Моники око три и по године.
Следећа Шварценегерова девојка је била Сју Мореј, коју је упознао на Venice Beach-у, јуна 1977. године. По речима Сју Мореј, пар је имао „отворену везу“: „Били смо верни једно другом док сми били у Лос Анђелесу, али када је он био ван града могли смо да радимо шта желимо“. Шварценегер је Марију Шривер упознао на тениском турниру Роберт Ф. Кенеди, августа 1977. године. Током тог времена био је у вези и са Сју Мореј и са Маријом Шривер, све до августа 1978. године када је Сју Мореј окончала везу са њим.
Шварценегер је једном изјавио да је његов „велики сан“ био долазак у САД још од своје десете године. Често је питао себе „шта ја то радим на фарми у Аустрији“, а веровао је да ће му бодибилдинг бити „карта“ за одлазак у САД. „Сигуран сам да ако победим на такмичењу за Мистера Универзума да ћу отићи у САД“. LA Weekly је једном написао: „Шварценегер је најславнији имигрант у Америци који је дошао са снажним аустријским нагласком и успео да постане једна од највећих филмских звезда током деведесетих“.

## Бодибилдинг каријера
Шварценегер се сматра за једног од најзначајнијих људи у историји бодибилдинга. Иако се повукао из бодибилдинга, наставио је да промовише тај спорт, преко својих фитнес центара и фитнес часописа. Много година писао је месечне чланке у фитнес часописима  Масл и фитнес  и Флекс (часопис). Фитнес часопис Маслмаг интернашонал има месечни чланак од две стране које су посвећене њему, у чланку га ословљавају као „Краљ“ (The King) .

### Мистер Олимпија
Шварценегеров циљ је био да постане најбољи бодибилдер на свету. Да би то остварио, требало је да победи на такмичењу Мистер Олимпија. Његов први покушај да освоји ову титулу је био 1969. године када је поражен од троструког шампиона Серђа Оливе. Ипак, годину дана касније Шварценегер се враћа на ово такмичење и осваја га.
Касније је наставио да побеђује на овом такмичењу од 1971. до 1974. године Године 1975, поново осваја ову титулу по шести пут узастопно, побеђујући Франка Колумбу. Имао је само неколико месеци пре такмичења да поврати тежину коју је морао изгубити због улоге у филму Stay Hungry. Лу Ферињо је рекао да то са тежином неће бити проблем, а тако је и било. Шварценегер, нешто лакши него обично, побеђује на такмичењу. Након такмичења најављује своје повлачење из професионалног бодибилдинга.
Није се такмичио до 1980. године када се враћа на такмичење за Мистера Олимпију и побеђује, што му је била седма титула. Након ове титуле званично се повукао са бодибилдинг такмичења. Када је тренирао за улогу Конана у филму Конан варварин, добио је добар облик тела због јахања, трчања и мачевања хтео је да се врати последњи пут на такмичење за Мистера Олимпије. Ипак, незгода на тренингу га је омела да се пријави на такмичење.

### Коришћење стероида
Многи сматрају да је Арнолд узимао стероиде током целе своје билдерске каријере, али заправо их је користио само недељу дана пре великих такмичења, како је он говорио, да напумпа мишиће крвљу како би изгледали већи и били прошарани венама.

## Глумачка каријера
Године 1970, Шварценегер је био познат као „најјачи човек на свету“. Хтео је да своју каријеру бодибилдера претвори у глумачку, као што је урадио његов узор Реџ Парк. У почетку глумачке каријере имао је проблема са дугим презименом, великим мишићима и врло израженим немачким акцентом. Ипак, 1970. добија улогу Херкулеса у филму Херкулес у Њујорку. Потписан је као Арнолд Стронг (Арнолд Снажни), а његов немачки нагласак био је толико изражен да су се продуценти бојали да га гледаоци неће ништа разумети, те му је глас пресинхронизован. Оригинална верзија са његовим гласом достпуна је искључиво на ДВД и Блу-реј дисковима.
Своју другу улогу (као непотписани статиста) добио је у филму режисера Роберта Алтмана који се звао The Long Goodbye. Након тога игра у филму Stay Hungry, у којем је први пут потписан правим именом и за који је награђен Златним глобусом за најбољу нову мушку звезду. Касније се Шварценегер присећао почетка своје каријере и каже: „Било је веома тешко за мене у почетку, агенти и људи на кастингу су ми говорили да имам „чудно тело“, смешан нагласак и да имам предуго презиме. У ствари коме год сам се обратио, нисам имао велике шансе“.
Након тога велику пажњу на себе привлачи са филмом о бодибилдингу који се звао Pumping Iron. Касније је откупио права за тај филм.
Шварценегер се такође појавио са Кирком Дагалсом и Ен-Маргрет у филмској комедији The Villain (Кактус Џек), 1979. године. Филмску популарност стиче са филмом Конан варварин из 1982. године који је био прави хит на бокс офису. Две године касније је снимио и наставак Конан уништитељ са којим није остварио неки значајнији успех. Касније се појавио на насловници Хај тајмса (ен.High Times) на којој је био обучен као Конан варварин.
Године 1983, појављује се у промотивном видеу који се звао Карневал у Риу.
Као глумац је остварио своју најпознатију улогу у филму Терминатор режисера Џејмса Камерона, 1984. године. Након Терминатора уследио је филм Црвена Соња са којим је имао праву пропаст.
Од средине до краја осамдесетих играо је углавном у акционим филмовима као што су: Командос, Сурови уговор, Предатор, Тркач и Црвено усијање. Пошто су акциони филмови били доста тражени у то време, Шварценегер стиче светску популарност и постаје права звезда акционих филмова.
Године 1988, игра заједно са Данијем Девитом у филмској комедији Близанци. Две године касније игра у једном од најскупљих филмова који се звао Тотални опозив. Шварценегер је од филма зарадио 10 милиона долара и 15% од зараде филма. Филм је био научно-фантастичног жанра, заснован на краткој причи Филипа К. Дика We Can Remember It for You Wholesale. Полицајац из вртића, његов следећи филм је био филмска комедија у коме је по други пут сарађивао са режисером Ајваном Рајтманом (први пут су сарађивали у филму Близанци).
Почетком деведесетих Шварценегер се кратко опробао и као режисер, прво је режирао једну епизоду ТВ серије Tales from the Crypt (1990), да би две године касније режирао ТВ филм Божић у Конектикату. Од тада није више режирао.
Врхунац каријере, како критички, тако и комерцијални је био са филмом Терминатор 2: Судњи дан, који је био један од најгледанијих филмова те године и успео је да засени претходни дио из 1984. године.
Године 1993, National Association of Theatre Owners, прогласио га је страном звездом десетљећа. Његов следећи филм је био Последњи акциони херој који је имао лошу срећу да се приказује у истој године као и Парк из доба Јуре и због тога је лоше прошао у биоскопима.
Годину дана касније игра у доста запаженом филму Истините лажи режисера Џејмса Камерона. У филму је играо заједно са Џејми Ли Кертис, Тијом Карер и Билом Пакстоном. Исте године поново сарађује са режисером Ајваном Рајтаманом у филму Јуниор. Улога у овом филму му је донела номинацију за Златни глобус у категорији за најбољег главног глумца у играном филму (мјузикл или комедија) .
Две године касније игра у веома популарном акцијском трилеру Ликвидатор. У филму је играо заједно са Ванесом Вилијамс и Џејмсом Каном. Након тога следи његова улога негативца Господина Фриза у филму Бетмен и Робин. Након овог филма је паузирао неко време због повреде леђа.
Након повреде, 1999. се враћа у хорор-трилеру Последњи дани у коме је играо заједно са Гебријелом Берном и Кевином Полаком.
Године 2000, игра са Робертом Дувалом у научнофантастичној акцији која са звала Шести дан, а две године касније и у филму Колатерална штета. Следеће године је по трећи пут репризирао улогу Терминатора у филму Терминатор 3: Побуна машина. Филм је зарадио преко 150 милиона долара у САД.
У његову част локално културно удружење у Грацу је хтело да постави статуу Терминатора у централном парку града која би била висока 25 m. Шварценегер је рекао да је почаствован, али да би тај новац требало потрошити на социјалне пројекте и Специјалну олимпијаду.
Његова следећа улога укључује појављивање од три секунде у филму Добродошли у џунглу, 2003. године. Након тога имао је још једну мању улогу у филму Пут око света за 80 дана у коме је главну улогу играо Џеки Чен.
Постоје нека нагађања да би се могао појавити у мањој улози у филму .
Познати комичар и глумац Робин Вилијамс је једном рекао: „Арнолд Шварценегер је играо у много филмова, али је у њима говорио мање од било којег глумца, једино можда није од Лесија“.

## Филмографија
| Улоге Арнолда Шварценегера |                             |               |                                |          |
| Година                     | Српски назив                | Изворни назив | Улога                          | Напомена |
| 1970.                      | Херкулес у Њујорку          |               | Херкул                         |          |
| 1973.                      |                             |               | Hood in Augustine's office     |          |
| 1974.                      |                             |               | Рико                           |          |
| 1976.                      |                             |               | Џо Санто                       |          |
| 1977.                      |                             |               | себе                           |          |
| 1979.                      |                             |               | Handsome Stranger              |          |
| 1979.                      |                             |               | Ларс, фитнес инструктор        |          |
| 1980.                      |                             |               | Mickey Hargitay                |          |
| 1982.                      | Конан варварин              |               | Конан                          |          |
| 1984.                      | Конан уништитељ             |               | Конан                          |          |
| 1984.                      | Терминатор                  |               | Терминатор (Т-101)             |          |
| 1985.                      | Црвена Соња                 |               | Калидор                        |          |
| 1985.                      | Командос                    |               | Џон Матрикс                    |          |
| 1986.                      | Сурови уговор               |               | Марк Камински/Џозеф П. Бренер  |          |
| 1987.                      | Предатор                    |               | Major Alan 'Dutch' Schaeffer   |          |
| 1987.                      | Тркач                       |               | Бен Ричардс                    |          |
| 1988.                      | Црвено усијање              |               | Капетан Иван Данко             |          |
| 1988.                      | Близанци                    |               | Џулијус Бенедикт               |          |
| 1990.                      | Тотални опозив              |               | Даглас Квејд/Хаузер            |          |
| 1990.                      | Полицајац из вртића         |               | детектив Џон Кимбл             |          |
| 1991.                      | Терминатор 2: Судњи дан     |               | Терминатор (Т-800)             |          |
| 1993.                      | Последњи акциони херој      |               | Џек Слејтер/себе               |          |
| 1994.                      | Истините лажи               |               | Harry Tasker                   |          |
| 1994.                      | Јуниор                      |               | Dr. Alex Hesse                 |          |
| 1994.                      |                             |               | себе                           |          |
| 1996.                      | Турбо тата                  |               | Хауард Лонгстоун               |          |
| 1996.                      | Ликвидатор                  |               | Шериф Џон „Ликвидатор“ Кругер  |          |
| 1997.                      | Бетмен и Робин              |               | Mr. Freeze/Dr. Victor Fries    |          |
| 1999.                      | Последњи дани               |               | Џерико Кејн                    |          |
| 2000.                      | Шести дан                   |               | Адам Гибсон/клон Адама Гибсона |          |
| 2001.                      | Доктор Дулитл 2             |               | White Wolf                     |          |
| 2002.                      | Колатерална штета           |               | Gordy Brewer                   |          |
| 2003.                      | Добродошли у џунглу         |               | Bar Patron                     |          |
| 2003.                      | Терминатор 3: Побуна машина |               | Терминатор (Т-850 модел 101)   |          |
| 2004.                      | Пут око света за 80 дана    |               | принц Хапи                     |          |
| 2005.                      |                             |               | себе                           |          |
| 2008.                      |                             |               | Круд                           |          |
| 2010.                      | Плаћеници                   |               | Треч Маузер                    |          |
| 2012.                      | Плаћеници 2                 |               | Треч Маузер                    |          |
| 2013.                      | План за бег                 |               | Емил Ротмајер                  |          |
| 2014.                      | Плаћеници 3                 |               | Треч Маузер                    |          |
| 2015.                      | Терминатор: Постање         |               | Терминатор (Т-850 модел 101)   |          |
| 2019.                      | Тајна змајевог печата       |               | Џејмс Хук                      |          |
| 2019.                      | Терминатор: Мрачна судбина  |               | Терминатор (Т-850 модел 101)   |          |

## Политичка каријера

### Резултати избора
| Ванредни избори за гувернера Калифорније 2003. године. |                    |           |      |    |
| Странка                                                | Кандидат           | Гласова   | %    | ±% |
| Републиканска                                          | Арнолд Шварценегер | 4.206.284 | 48,6 |    |
| Демократска                                            | Круз Бустаманте    | 2.724.874 | 31,5 |    |
| Републиканска                                          | Том Маклинток      | 1.161.287 | 13,5 |    |
| Зелена                                                 | Питер Мигел Камехо | 242.247   | 2,8  |    |

| Регуларни избори за гувернера Калифорније 2006. године. |                    |           |      |      |
| Странка                                                 | Кандидат           | Гласова   | %    | ±%   |
| Републиканска                                           | Арнолд Шварценегер | 4.850.157 | 55,9 | +7,3 |
| Демократска                                             | Фил Ангелидес      | 3.376.732 | 39,0 |      |
| Зелена                                                  | Питер Мигел Камехо | 205.995   | 2,3  | -0,5 |

## Галерија
- Арнолд Шварценегер 2005.
- Арнолд Шварценегер са сином
- Арнолд Шварценегер 2002.
- Арнолд Шварценегер и председник Џорџ В. Буш
- Арнолдов прошли портрет
- Арнолд Шварценегер на фестивалу филма 2003.
- Арнолд и Агире поздрављају нове грађане 2004
- Арнолд Шварценегер у 2004.
- Арнолд Шварценегер води разговор са Диком Чејнијем
- Арнолд Шварценегер у јулу 2003.
- Арнолд Шварценегер и Роналд Реган 1984.
- Арнолд са Мишел Башеле
- Шварценегерова карикатура
- Арнолд Шварценегер поздравља
- Арнолд Шварценегер и Зак Сандерланд
- Арнолд 1971
- Арнолд Шварценегер показује мишиће
- Арнолд Шварценегер и Силвестер Сталоне
- Арнолдов јавни портрет за гувернера Калифорније
- Арнолд Шварценегер држи говор
- Арнолд Шварценегер,Лора Буш и Џорџ В. Буш на вечери